# Samuel Thomas Parker
Samuel Thomas Parker (* 9. Juli 1950 in Memphis, Tennessee; † 12. September 2021 in Durham, North Carolina), manchmal auch Tom Parker, in Publikationen meist S. Thomas Parker, war ein US-amerikanischer Provinzialrömischer Archäologe, der eine Professur am Institut für Geschichte der North Carolina State University (NCSU) in Raleigh innehatte.

## Leben
Während seiner Studienzeit nahm Parker im Sommer 1971 an einer Lehrgrabung in Tell el-Hesi teil. Dieses Erlebnis prägte seine zukünftige Laufbahn und Leidenschaft für die Levante. Damals lernte er die Studenten Lawrence E. Stager (1943–2017) und Jeffrey A. Blakely kennen. Im Jahr 1972 beendete Parker ein Bachelor-Studium in Geschichte und Religionswissenschaft an der Trinity University in San Antonio und begann ein Studium der Alten Geschichte und Archäologie an der University of California in Los Angeles, das er 1974 mit einem Master of Arts abschloss. Während der Semesterferien 1973 und nach seinem Master-Abschluss 1975 war er als Schnittleiter erneut in Tell el-Hesi beschäftigt. An der University of California erhielt er 1976 seine Ernennung zum Candidate of Philosophy (C.Phil.). Ebenfalls in Los Angeles war er Teaching fellow und Lecturer, bevor er 1979 im Fachbereich Alte Geschichte mit einer Arbeit über die historische Entwicklung des Limes Arabicus promoviert wurde. Anschließend war er bis 1980 als Stipendiat (junior fellow) am Dumbarton Oaks Center for Byzantine Studies in Washington, D.C. Ab 1980 kam Parker ebenfalls als Assistenzprofessor an das Institut für Geschichte der North Carolina State University und war 1982 für sechs Monate als Postdoktorand am American Center of Oriental Research (ACOR) in Amman tätig. Im Jahr 1986 erhielt er eine außerordentliche Professur und wurde 1991 zum Professor an der NCSU befördert.
Parkers Tätigkeitsfelder waren die Geschichte und Archäologie des Römischen Reiches. Im Speziellen konzentrierte er sich auf die römische Armee und die östlichen Grenzprovinzen des Reiches. Weitere Interessengebiete waren die römische Keramik, das antike Wirtschaftsleben, die griechische und byzantinische Geschichte sowie die Klassische Archäologie. Seine Feldforschungen führten ihn dabei nach Jordanien, Israel und Zypern. Für seine Arbeit erhielt er zahlreiche Stipendien und ist unter anderem Mitautor des Barrington Atlas of the Greek and Roman World.
Parker war verheiratet und hatte eine Tochter. Er starb 2021 mit 71 Jahren unerwartet im Duke University Medical Center in Durham, North Carolina, an Herzkomplikationen.

## Archäologische Feldarbeiten (Auswahl)
Alle Feldarbeiten fanden in Jordanien statt. Dort war Parker 1976 Leiter der Survey of the Limes Arabicus. Dieser Arbeit folgte 1977 eine Tätigkeit als Stratigrapher, Schnittleiter und Keramikexperte beim Umm el-Jimal Project des Archäologen Bert de Vries. Von 1980 bis 1989 war er Leiter, Stratigrapher und Keramikspezialist des Limes Arabicus Projects und in den gleichen Funktionen von 1994 bis 2002 mit seinem Roman Aqaba Project in Aqaba tätig. Von 2012 bis 2016 folgte mit Unterbrechungen seine Arbeit als Vizeleiter und Keramikexperte während des Petra North Ridge Projects. Zu seinen wichtigsten Grabungen gehörte die Erforschung des Legionslagers Betthorus, des antiken und frühislamischen Aqaba sowie seine Arbeiten in Petra.

## Mitgliedschaften
Ab 1987 war Parker Mitglied des American Center of Oriental Research und von 2001 bis zu seinem Tod zweiter Vizedirektor dieser Institution. Im Jahr 2004 wurde er von der Society of Antiquaries of London zum Mitglied ernannt. Parker war außerdem Mitglied der Society for the Promotion of Roman Studies, des Congress of Roman Frontier Studies, des Archaeological Institute of America, der Association of Ancient Historians und der American Historical Association.

## Auszeichnungen
Im Jahr 2004 erhielt er den W. F. Albright Service Award der American Schools of Oriental Research.

## Schriften (Auswahl)
- mit Megan A. Perry: Petra North Ridge Project. The 2014 Season. In: Annual of the Department of Antiquities of Jordan 58, 2017, S. 287–302.
- als Mitautor in Yann Le Bohec u. a. (Hrsg.): The Encyclopedia of the Roman Army, Wiley-Blackwell, Oxford 2015, ISBN 1405176199.
- als Herausgeber und Mitautor: The Roman Aqaba Project Final Report. Band I: The Regional Environment and the Regional Survey (= ASOR Archaeological Reports 19), American Schools of Oriental Research, Boston 2014.
- als Herausgeber und Mitautor: The Roman Frontier in Central Jordan. Final Report on the Limes Arabicus Project, 1980–1989 (= Dumbarton Oaks Studies 40), Washington, D.C., 2006, ISBN 978-0-88402-298-5.
- The Byzantine Period. An Empire s New Holy Land. In: Near Eastern Archaeology 62, 1999, S. 134–181.
- als Mitautor in: Bert De Vries (Hrsg.): Umm El-Jimal. A Frontier Town and Its Landscape in Northern Jordan. Band 1 (= Journal of the Roman Archaeology/Supplementary Series 26), Portsmouth, Rhode Island 1998, ISBN 1887829261.
- Preliminary Report on the 1994 Season of the Roman Aqaba Project. In: Bulletin of the American Schools of Oriental Research 305, 1997, S. 19–44.
- als Herausgeber und Mitautor: The Roman Frontier in Central Jordan. Interim Report on the Limes Arabicus Project, 1980–85, Band 2 (= British Archaeological Reports, International Series 340), BAR Publishing, Oxford 1997, ISBN 0-86054-438-9.
- Romans and Saracens. A History of the Arabian Frontier. (= Dissertation Series/American Schools of Oriental Research 6), Eisenbrauns, Winona Lake 1986, ISBN 0-89757-106-1.